# Csigalepkefélék

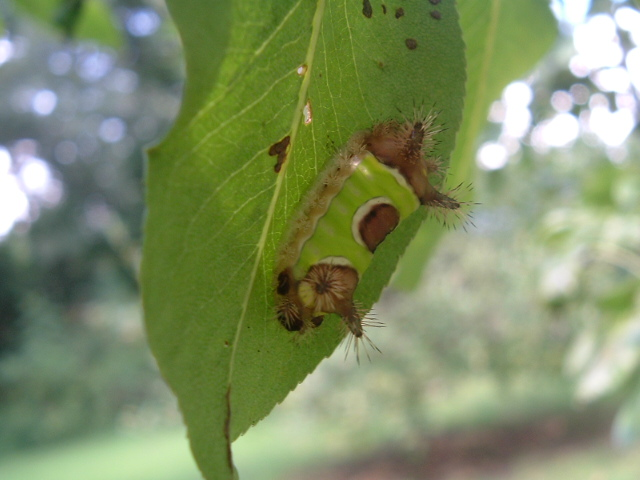
Sibine stimulea hernyója

A csigalepkefélék (Limacodidae) a valódi lepkék (Glossata) alrendjébe tartozó Cossoidea öregcsalád egyik családja.

## Származásuk, elterjedésük
A család az egész Földön elterjedt, a legtöbb faja Amerikában. Európából mindössze a Limacodinae alcsalád négy nemének összesen öt faját ismerjük; közülük kettő Magyarországon is honos.

## Megjelenésük, felépítésük
Hernyóiknak a megszokott potrohlábak helyett széles, rugalmas „csúszótalpuk” van, amivel valósággal rászívják magukat a tápnövényre, úgyhogy futó pillantásra meztelen csigára emlékeztetnek.

## Életmódjuk, élőhelyük
Lombos fákon élve ősszel gubót készítenek maguknak, és abban telelnek át. Tavasszal bábozódnak; bábjuk a lepkéknél szokatlan „szabad báb” (pupa libera). A lepkék nappal repülnek.

## Rendszertani felosztásuk
A családot az alábbi két alcsaládra és mintegy 166 be nem sorolt nemre bontják:
- Chrysopolominae
- Limacodinae

### Besorolatlan nemek
- Afromiresa
- Afronarosa
- Afroplax
- Agisa
- Allothosea
- Alunus
- Ambaliha
- Andaingo
- Anepopsia
- Angelus
- Anilina
- Ankijabe
- Apluda
- Apodecta
- Apreptophanes
- Araeogyia
- Arbelarosa
- Arctozygaena
- Asbolia
- Atosioides
- Baria
- Barilla
- Beggina
- Boisduvalodes
- Brachia
- Brachiopsis
- Brachypecta
- Caffricola
- Calcarifera
- Casphalia
- Charistia
- Chibiraga
- Clamara
- Claphidia
- Cochliopodina
- Collenettea
- Comana
- Comanula
- Compactena
- Compsopsectra
- Contheyla
- Contheyloides
- Cosuma
- Crothaema
- Ctenolita
- Cyclopterana
- Dactylorhyncha
- Deltoptera
- Dinawides
- Doratifera
- Eccopa
- Ecnomoctena
- Elassoptila
- Erotomania
- Eukarschia
- Euphlycta
- Featheria
- Fletcherodes
- Gyroptera
- Hadraphe
- Hedraea
- Hegetor
- Heringocena
- Heringodes
- Heuretes
- Hilipoda
- Homosusica
- Hydroclada
- Hyphormides
- Hypselolopha
- Idonauton
- Inous
- Irostola
- Isozinara
- Jordaniana
- Kronaea
- Lamprolepida
- Laruma
- Latoiola
- Lembopteris
- Lemuria
- Lemuricomes
- Lepidorytis
- Leucophobetron
- Limacochara
- Limacontia
- Limacorina
- Limacosilla
- Liparolasia
- Macroplectra
- Macroplectrina
- Macrosemyra
- Magos
- Malgassica
- Mandoto
- Mareda
- Marmorata
- Microcampa
- Microphobetron
- Miresina
- Monopecta
- Nagoda
- Narosana
- Natarosa
- Neiraga
- Neogavara
- Neomocena
- Niaca
- Niphadolepis
- Oidemaskelis
- Omocena
- Omocenops
- Pachyphlebina
- Paraclea
- Paragetor
- Paramonema
- Paraplectra
- Parasoidea
- Paryphantina
- Penthocrates
- Phorma
- Pinzulenza
- Platyprosterna
- Praesusica
- Probalintha
- Prolatoia
- Prosternidia
- Pseudanapaea
- Pseudolatoia
- Pseudomantria
- Pseudomocena
- Pseudonagoda
- Pseudothosea
- Pseudovipsania
- Psythiarodes
- Pygmaeomorpha
- Renada
- Rhypteira
- Scotinochroa
- Semibirthama
- Semyrilla
- Sisyrosea
- Slossonella
- Sporetolepis
- Squamosala
- Stenomonema
- Stroter
- Stroteroides
- Surida
- Taeda
- Thliptocnemis
- Thoseidea
- Trachyptena
- Trachyptenidia
- Trogocrada
- Tryphax
- Ulamia
- Unipectiphora
- Uniserrata
- Vietteiola
- Vipsorola
- Xanthopteryx
- Ximacodes
- Zaparasa
- Zarachella
- Zinara
- Zorostola